# اوپی.۲۲ وای والتس: در ماژور
اوپی.۲۲ وای والتس: در ماژور (انگلیسی: Op.22 Y-Waltz: in Major) نخستین آلبوم چندآهنگه از خواننده اهل کره جنوبی، جو یو ری است. این آلبوم چندآهنگه در ۲ ژوئن ۲۰۲۲ منتشر شد و شامل شش ترانه از جمله تک‌آهنگ آغازین «عشق هیس!» است.

## جدول‌های موسیقی
| جدول (۲۰۲۲)                | بالاترین جایگاه |
| -------------------------- | --------------- |
| آلبوم‌های ژاپنی (اوریکون)   | ۲۷              |
| آلبوم‌های کره جنوبی (گائون) | ۵               |

| جدول (۲۰۲۲)                    | بالاترین جایگاه |
| ------------------------------ | --------------- |
| جدول آلبوم‌های کره جنوبی (سرکل) | ۱۱              |

## تاریخچه انتشار
| منطقه     | تاریخ       | فرمت                  | ناشر                |
| --------- | ----------- | --------------------- | ------------------- |
| کره جنوبی | ۲ ژوئن ۲۰۲۲ | سی‌دی                  | ویک‌وان استون میوزیک |
| مختلف     | ۲ ژوئن ۲۰۲۲ | دانلود دیجیتال استریم | ویک‌وان استون میوزیک |